# 안혁모
안혁모(1969년 ~ )는 대한민국의 배우이자 방송인이다.

## 학력
- 동국대학교 연극영화학 학사

## 출연작

### 영화
- 《울학교 이티》 (2008년) - 영업부장 역
- 《황산벌》 (2003년) - 백제 부여효 역
- 《마들렌》 (2003년) - 민정태 역
- 《유리》 (1996년) - 청년 2 역

### 예능
- 《내가 배우다》 (2017년, K STAR)
- 《함부로 배우하게》 (2016년, K STAR)
- 《마이 리틀 텔레비전》 (2015년, MBC)
- 《재능나눔 프로젝트 DREAM》 (2011년, tvN)

## 저서
- 스타가 빛나는 이유

## 수상
- 2005년 PAF 예술상
- 2000년 경기도지사 표창